# Cormoran pie
Microcarbo melanoleucos
Espèce
Synonymes
- Phalacrocorax melanoleucos

Répartition géographique
Statut de conservation UICN

 LC  : Préoccupation mineure
Le Cormoran pie (Microcarbo melanoleucos) est une espèce d'oiseau de mer endémique d'Australasie et Malaisie.

## Répartition
Il vit sur les côtes, les îles, les estuaires et les eaux intérieures de l'Australie, la Nouvelle-Guinée, la Nouvelle-Zélande,la Nouvelle-Calédonie,la Malaisie et l'Indonésie et dans les îles du sud-ouest de l'océan Pacifique et dans les zones sub-antarctiques.

### Habitat
Cette espèce ce rencontre dans les marécages, lacs, lagunes, mangroves, les iles et estuaires de son aire de répartition.

## Description
Il s'agit d'un petit cormoran à bec court généralement noir sur le dessus et blanc sur le dessous avec un petit bec jaune et une petite crête, bien que la forme noire avec la gorge blanche prédomine en Nouvelle-Zélande. La queue est formée de quelques longues plumes noires.

## Alimentation
Comme beaucoup de cormoran cette espèce est une très bonne chasseuse de poissons et autres crustacés.

## Reproduction
La femelle cormoran-pie pond entre 3 et 5 œufs par ponte.

## Sous-espèces
D'après la classification de référence (version 14.1, 2024) de l'Union internationale des ornithologues, le Cormoran pie possède 3 sous-espèces (ordre philogénique) :
- Microcarbo melanoleucos melanoleucos (Vieillot, 1817) ;
- Microcarbo melanoleucos brevicauda (Mayr, 1931) ;
- Microcarbo melanoleucos brevirostris (Gould, 1837).

## Galerie

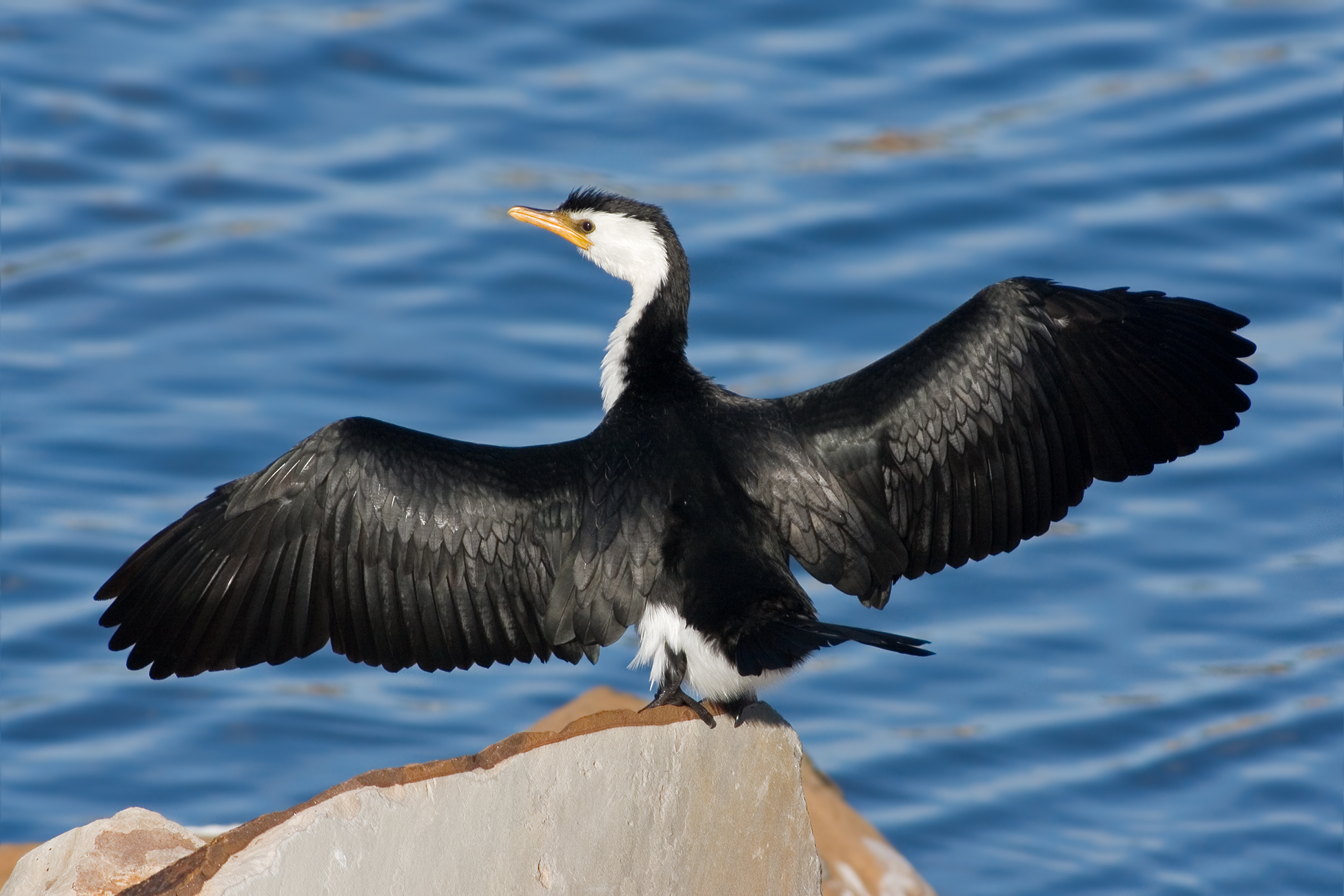
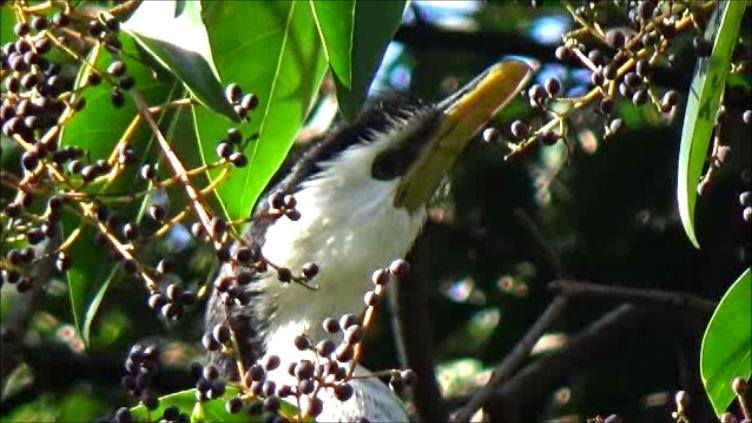
Ménagerie du jardin des plantes - Paris/France
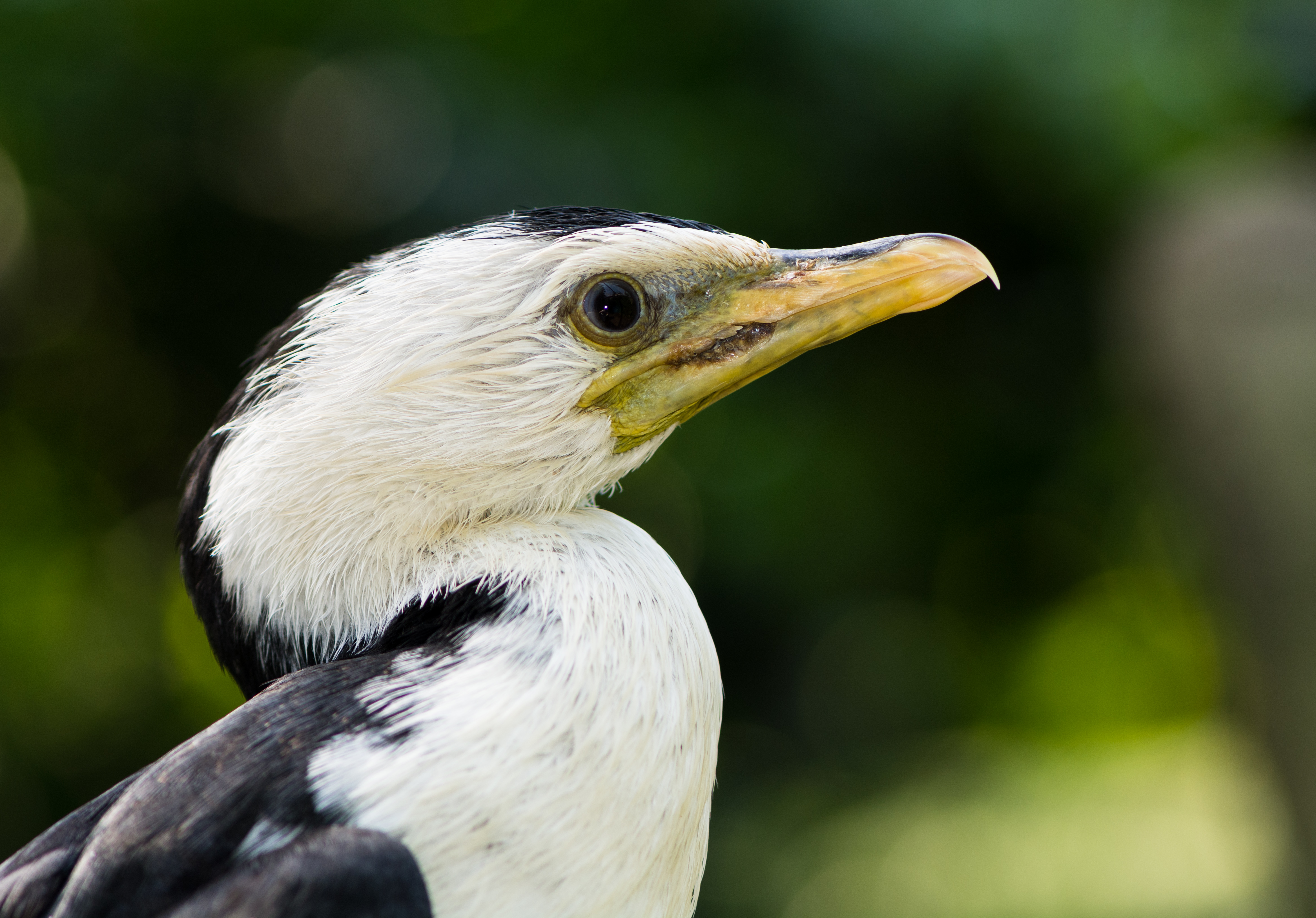
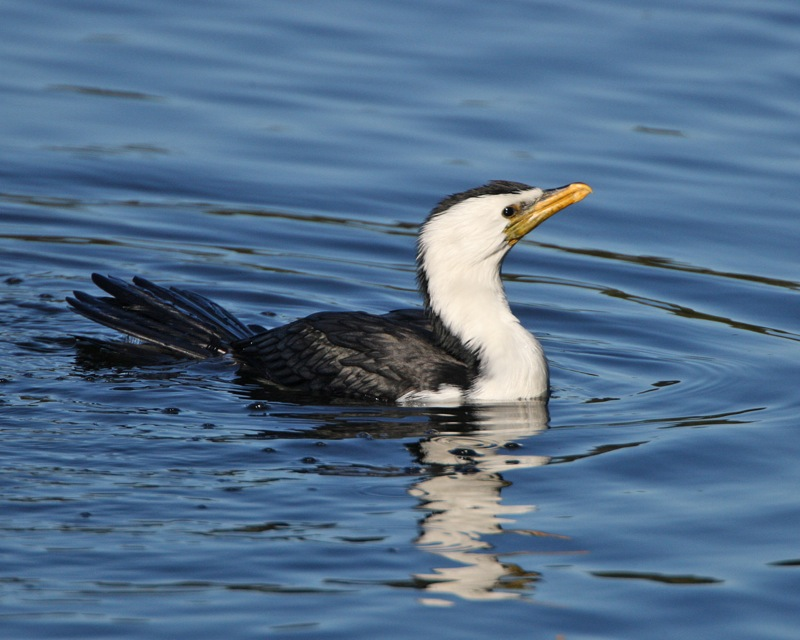
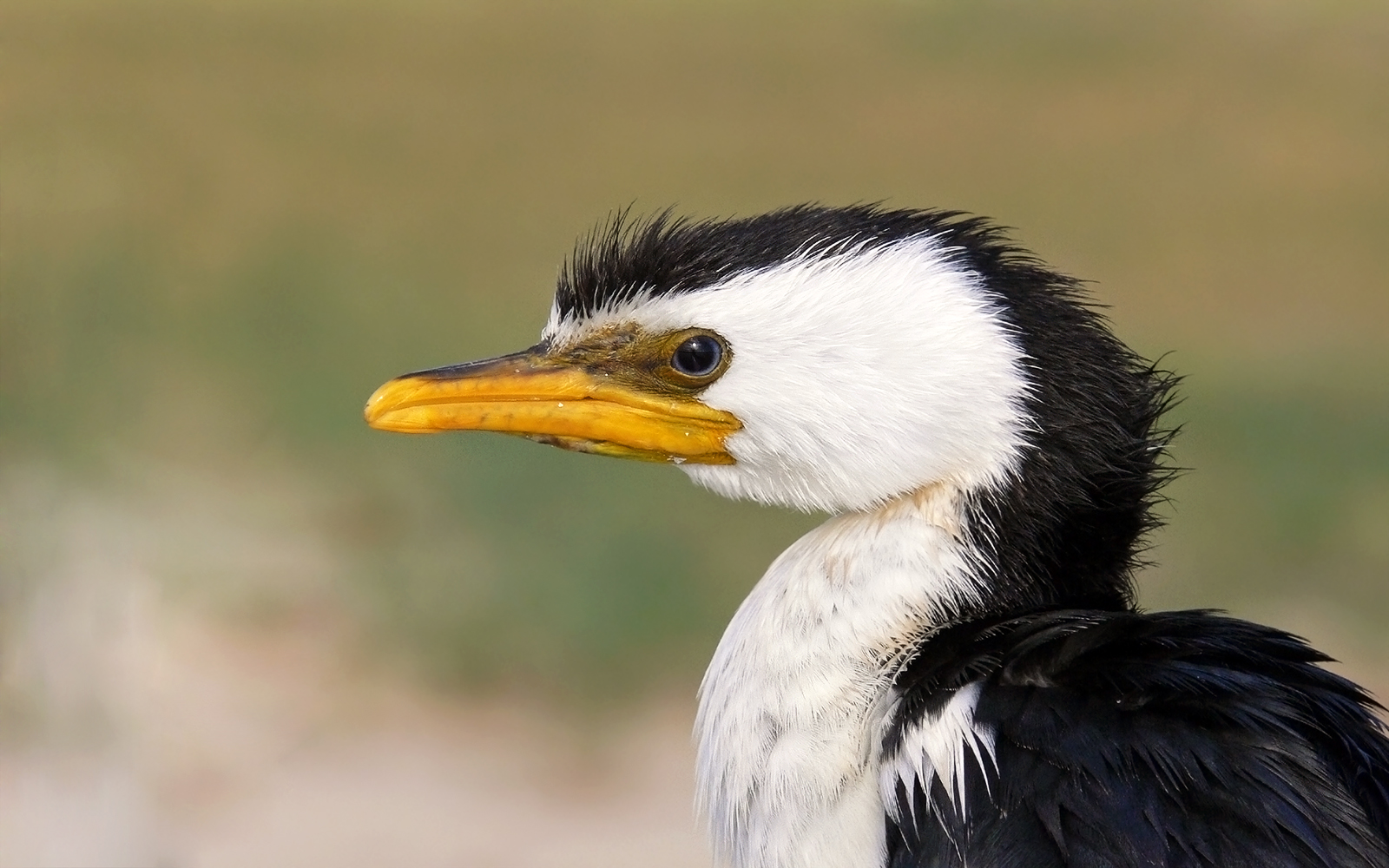
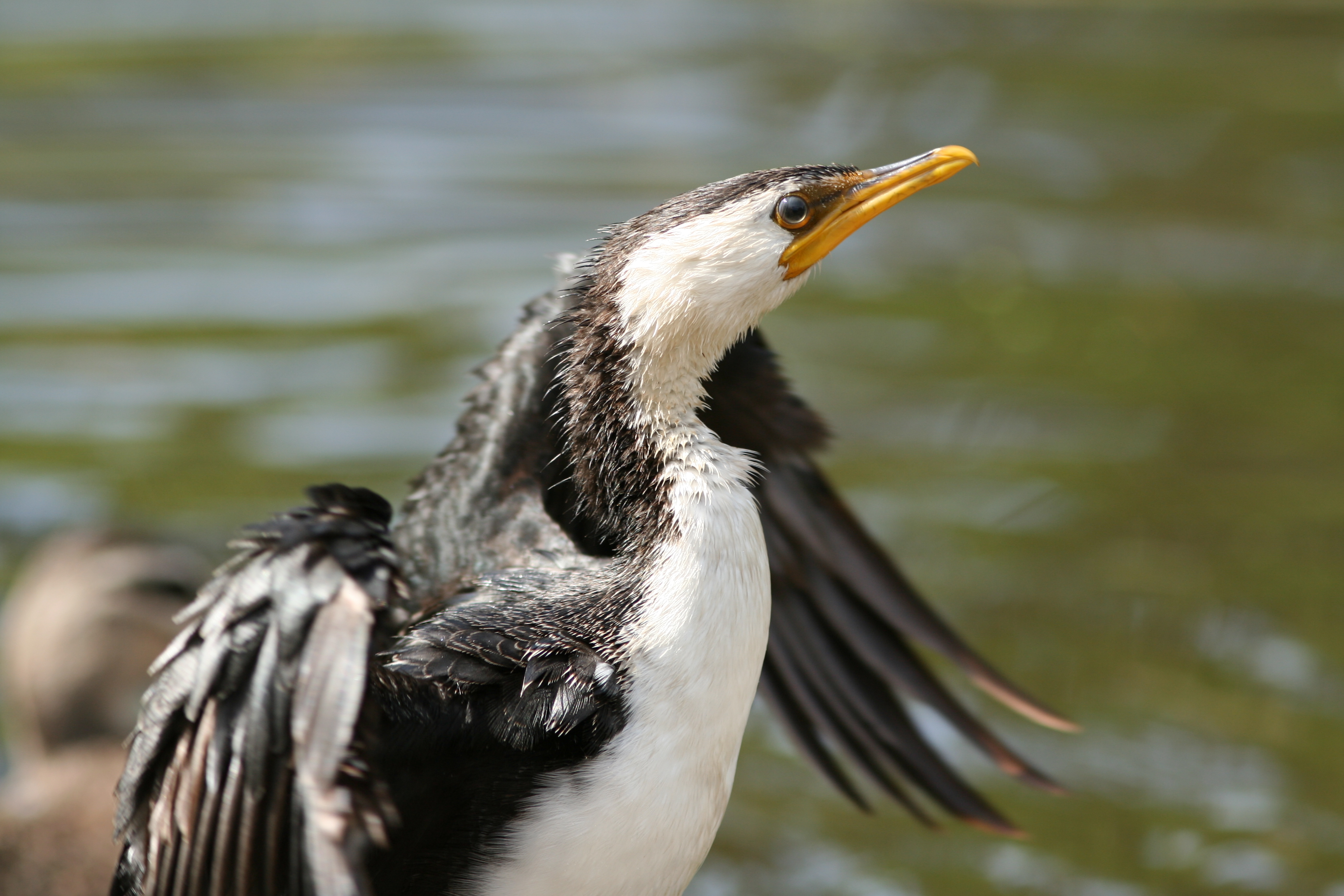
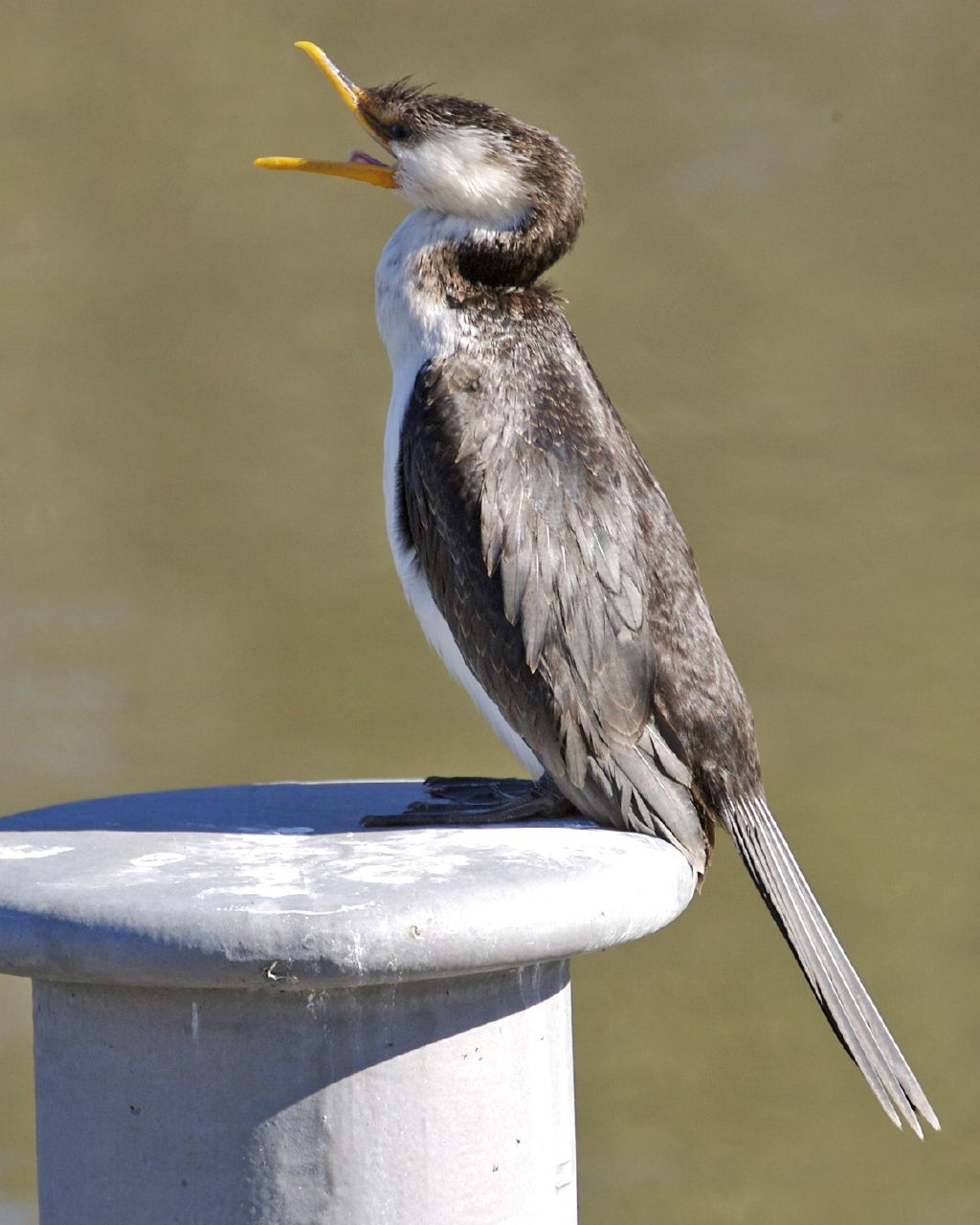
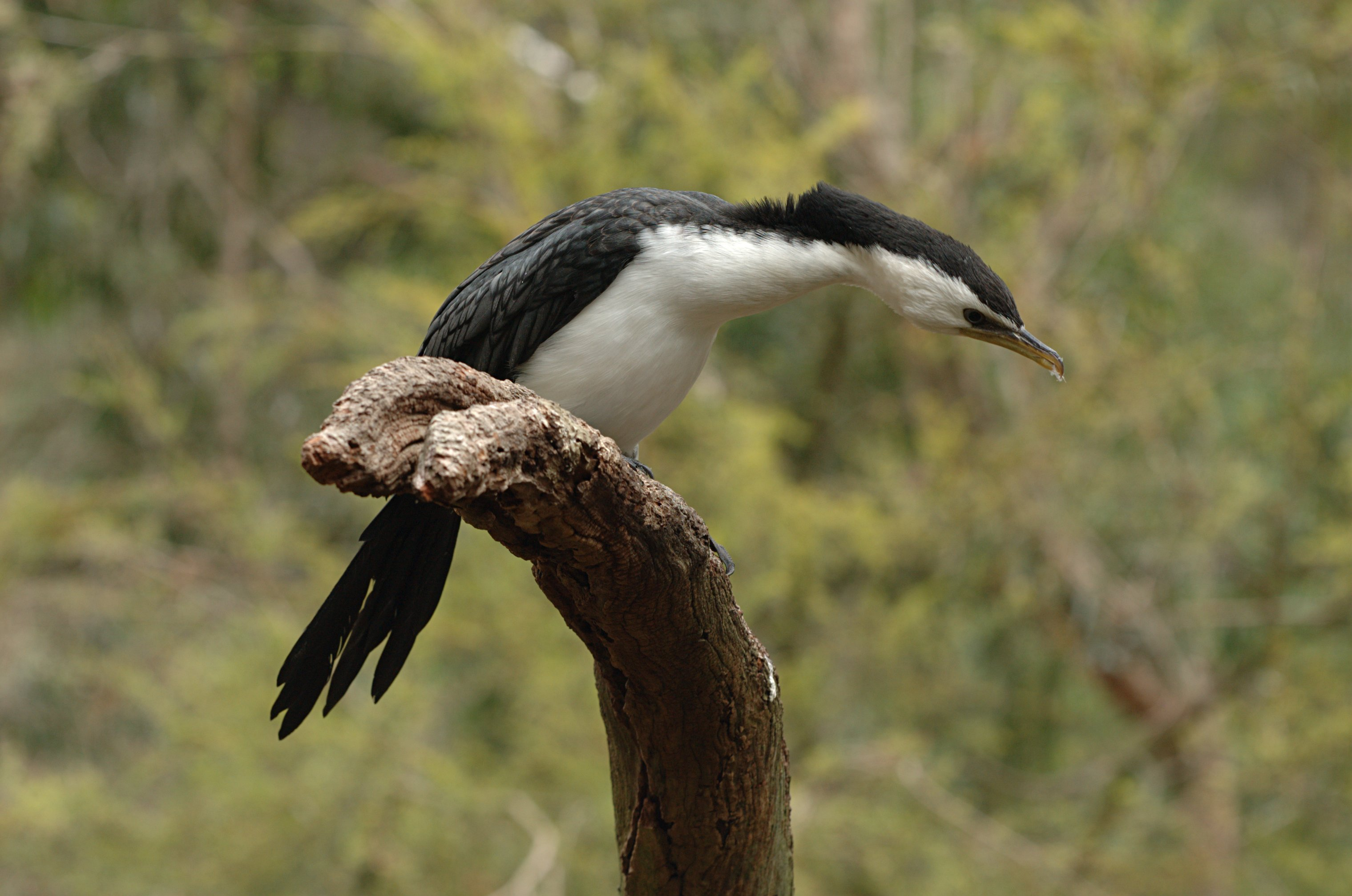
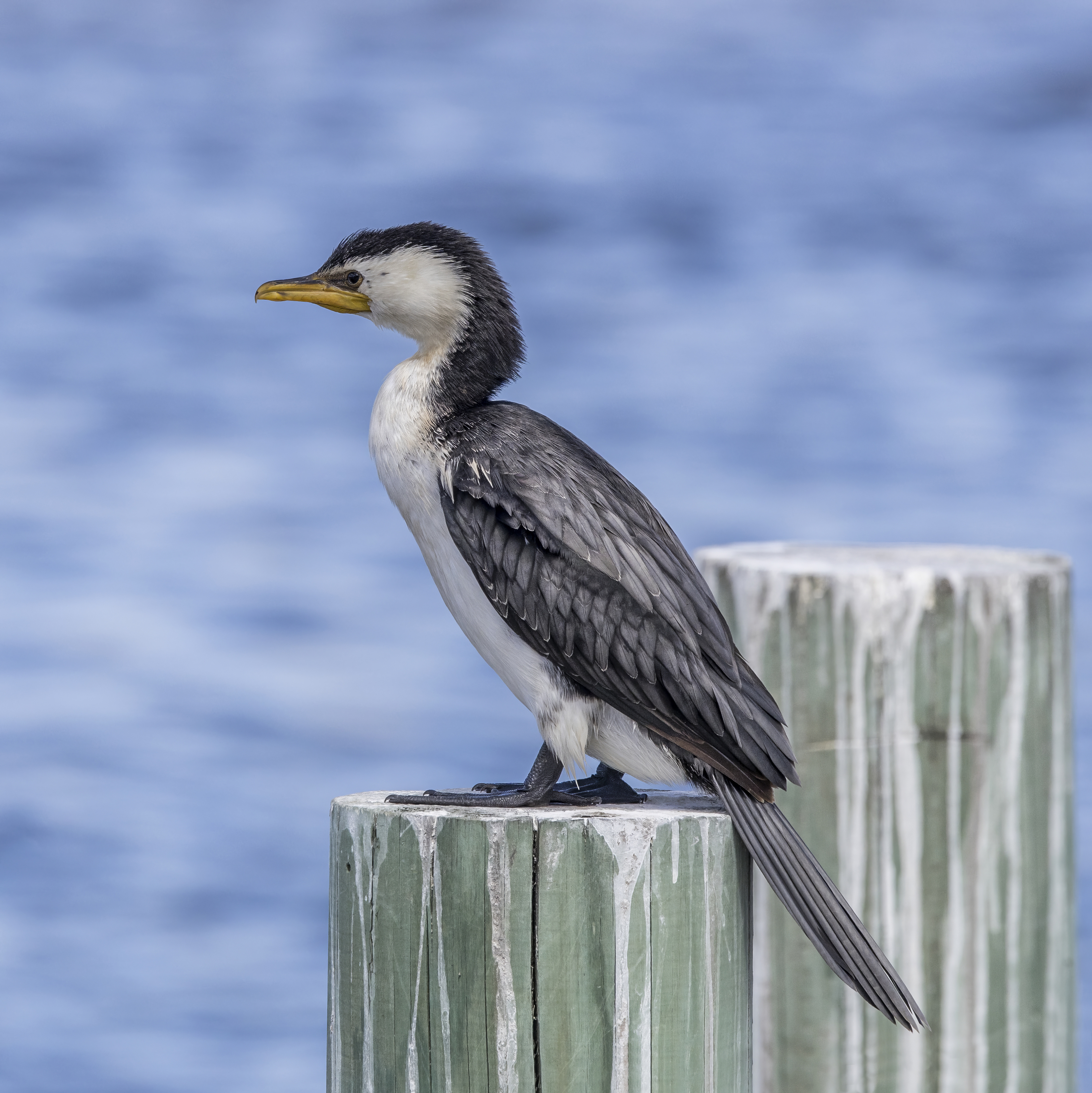